# 法荷战争
法荷战争，1672年-1678年，是一场欧洲战争，一方为路易十四法兰西王国、明斯特主教区、科隆主教区和英格蘭王國，另一方为荷兰共和国，以及后来加入的神圣罗马帝国、勃兰登堡、西班牙帝国、洛林公國、普法尔茨公國、丹麥。1672年法國突然進攻，造成荷蘭的大恐慌，史稱「災難年」；1678年戰爭以法國大獲全勝結束，被視為「太陽王」時期法國的軍事巔峰。

## 背景

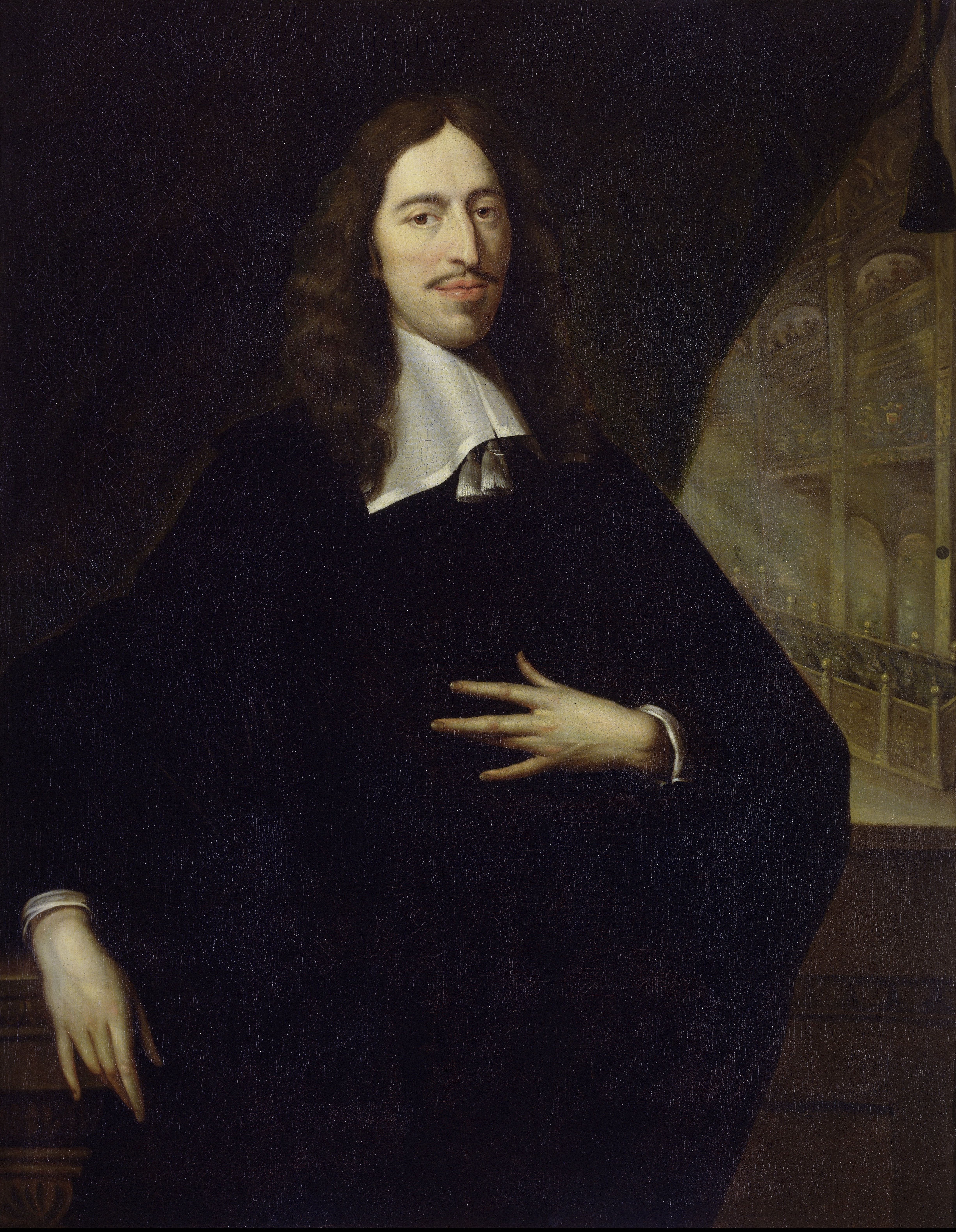
荷蘭省大議長约翰·德·维特，是荷蘭黃金時代顛峰期的國家領袖

法王路易十四在1661年親政後，勵精圖治希望稱霸歐洲。於是他在1667年選擇西班牙帝国為用兵對象，發動遗产战争（1667年－1668年）。但是他剛占領大片領土而正打算往東北攻下全部的西属南尼德兰（今比利时），卻被三十年戰爭的舊盟友荷蘭共和國插手干涉。商人出生的约翰·德·维特大议长（當時荷蘭的实际政府領袖），擔憂法國領土擴張太多會威脅荷蘭的國土安全（比利時一直是法荷間的緩衝區），於是德·维特以軟硬兼施的手法，聯合英國、瑞典成為1668年三国同盟，要求法國在1668年與西班牙締和，並歸還大量的占領地，否則三国同盟就會對法宣戰。路易十四因為戰爭準備不足，被迫接受荷蘭的要求而答允和議，但卻種下路易十四對约翰·德·维特與荷蘭的強烈怨恨。
正巧當時英王查理二世在第二次英荷戰爭輸給荷蘭之後，雖然被迫在1668年與荷蘭締結同盟去向法國施壓，但查理二世一直憤恨不平，渴望復仇。於是路易十四在大規模擴軍之後，展開外交手腕，破壞荷蘭名義上的三国同盟。法國天才的外交大臣——雨格·李奧納，操盤了一系列傑出的外交成果：他先收買瑞典國會，得到瑞典放棄三国同盟保持中立的承諾之後；再向英王提議與法國合攻荷蘭（由法國提供部分的戰費），瓜分其大半國土。一拍即合的兩方，於1670年签署《多佛密约》，英王查理二世与法王路易十四结盟，計畫在兩年後聯合攻打荷蘭。同一時間，法王還收買策動荷蘭的鄰邦明斯特大主教、科隆大主教，答允說一旦法國出兵，他們也會出軍並提供法軍交通與後勤支援。於是在1672年，法王先向荷蘭宣戰，英王接著也向荷蘭開戰，第三次英荷戰爭爆發。

## 戰爭過程
戰爭起始於1672年法王路易十四派遣12萬大軍進攻荷蘭，原本號稱「最強防線」的荷蘭馬斯垂克堡壘，面對法國天才工程師——德·沃邦將軍所研發的新式攻城技術時，居然一觸即潰、全面崩盤。法軍迅速地佔領荷蘭大部分的國土（七個省有五個已基本淪陷），造成荷蘭的大恐慌與政變，史稱「災難年（Rampjaar）」；接著再派六萬精兵進攻西班牙的弗朗什-孔泰與南尼德蘭。

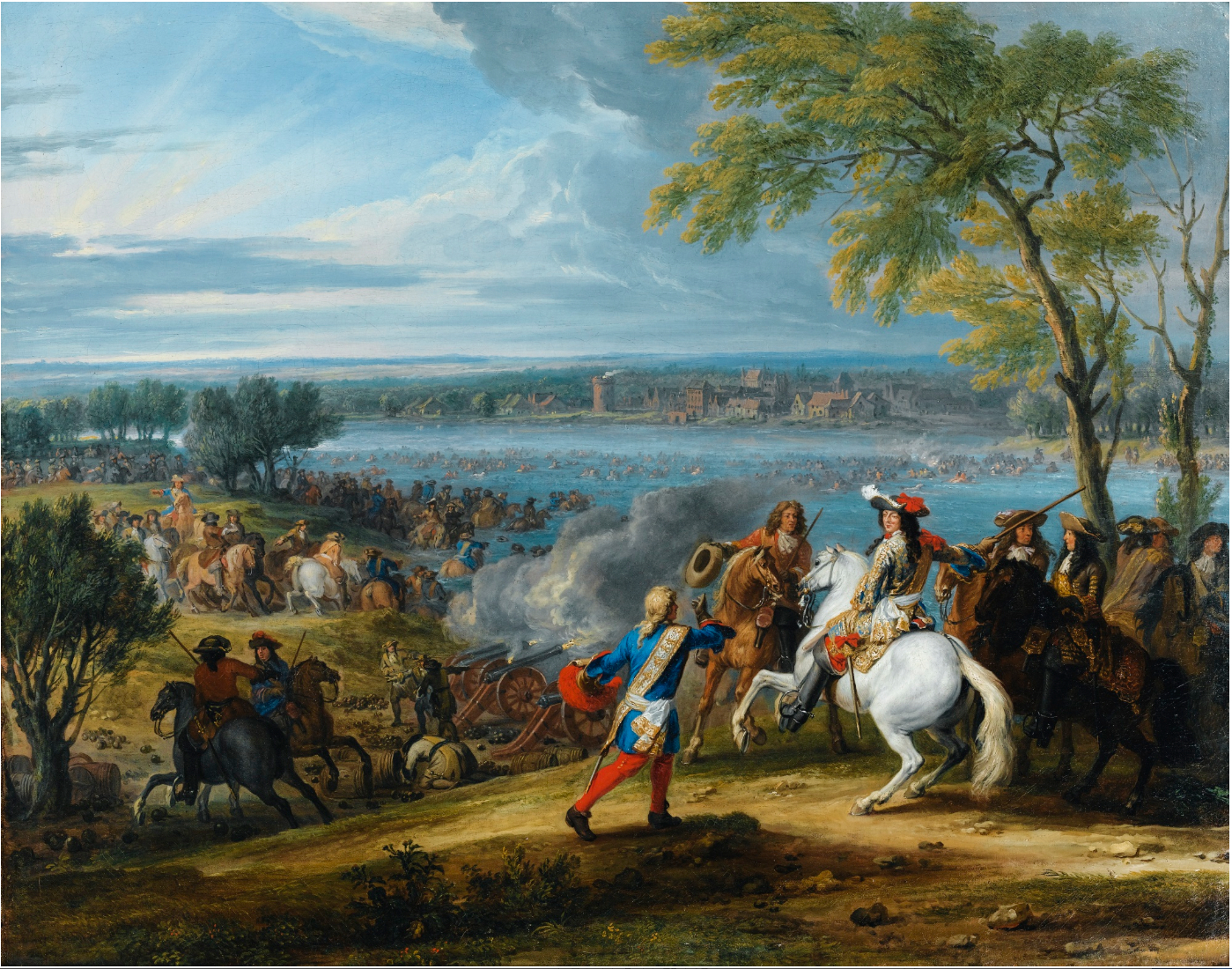
1672年6月，指揮大軍渡過莱茵河的路易十四

此舉動卻引起了荷蘭人的愛國情懷，以決堤阻止法軍佔領阿姆斯特丹，並臨危授命奧蘭治親王威廉三世為聯省執政，拯救國難（激憤的群眾逼使德·维特下台負責，後來更被暴民活活打死）。英王查理二世同時在1672年進攻荷蘭，但是荷蘭海軍上將魯伊特於四次海戰均獲得勝利，查理二世被迫停戰，後來在國會的壓力下，於1674年正式結束第三次英荷戰爭；同年，明斯特大主教與科隆大主教緊隨英國之後，與荷蘭締結和約。
荷蘭執政威廉三世，先與西班牙、奧地利、普魯士、洛林公國、普法尔茨等結盟，迫使法國分散兵力四處作戰。1673年底，在威廉三世出色的作戰與盟軍的幫助之下，荷軍攻下波恩，法国军队全部被赶出国土，威廉三世的威信達到極點，得到了「護國英雄」的稱號，但威廉三世與法國的苦戰還是以挫敗收場。之後威廉三世率領新招集的八萬荷蘭軍，對法軍繼續反擊，戰局卻出現意想不到的變化。

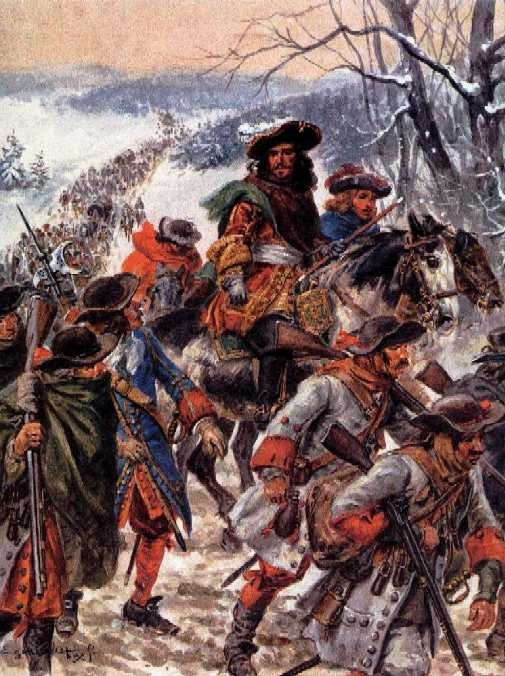
蒂爾凱姆戰役中的蒂雷納子爵

1674年時，法國用重金拉攏北歐霸主瑞典並與之結盟，誘使瑞典從後方進攻德意志地區，讓勃蘭登堡與神聖羅馬帝國抽回援助荷蘭的兵力，回救自己。1675年布蘭登堡選侯腓特烈·威廉擊敗瑞典軍（腓特烈·威廉因為這不可思議的勝利，被譽為「偉大的選侯」），使得一向敵視瑞典的丹麥，趁機與荷蘭結盟並向瑞典宣戰，發生了斯科訥戰爭（1675-1679年）。
1674年後荷蘭出現敗多勝少的不利情勢。首先，路易十四採納財政大臣與經濟天才柯爾貝的計策，大幅提高對荷蘭商品的關稅，進行關稅戰，讓荷蘭商人損失慘重；其次，1676年荷蘭「海神」魯伊特於地中海之西西里島戰役負傷而死（敗於法國海軍名將迪凱納之手），荷蘭與西班牙被法國搶去地中海的制海權；最後，荷蘭、西班牙與德意志盟國雖大力增兵，組成稍多於法軍的聯兵，卻難擋法國元老級的軍事天才蒂雷納子爵與大孔代（兩人屢次以少勝多），德意志的洛林被奪去，西班牙領有的弗朗什孔泰與部分佛兰德也被穩固占領。若非蒂雷納子爵意外在符腾堡被砲彈擊中身亡，那麼反法同盟會丟失更多領土。
1677年，威廉三世對英國的外交取得成功，與英國王位繼承第二順位的瑪麗公主結婚，向外界顯示英國正式加入反法同盟，即將出兵助荷攻法。雖然路易十四以秘密津貼英王查理二世與少數輝格黨（英國反對黨）權貴的方法，暫時拖延了英國參戰的時間，但是他認知到必須趁巨大優勢還未喪失前，儘快結束戰爭。於是他啟動分化敵人與外交談判的高明機制，同時在戰場奮力一搏，好取得更多和平協約的談判本錢，順利地在1678年3月占領南尼德蘭的根特與伊珀爾，成功在英國參戰之前，就把反法聯盟推上談判桌。

## 和約與影響
最後战争结束于1678年的《奈梅亨条约》的签订。荷蘭國土恢復並得到低關稅的優惠、瑞典也取回戰爭中失去的西波美拉尼亞，但法国獲得巨大勝利。和约確認法国對弗朗什孔泰、佛兰德和埃诺地区部分城市的佔領，这些地区一直是西班牙的領土；原本和約也規定法國歸還洛林公國給德意志的洛林公爵（但法國保留駐軍權），可是因為洛林公爵不願讓法軍扎根其領地，拒絕在和約簽字，所以洛林繼續被法國佔領（六角型的法國領土初次形成），直到1697年的《賴斯維克和約》（結束大同盟戰爭）才歸還給洛林公爵。
本來威廉三世不願背棄盟友（西班牙和布蘭登堡）以換取和平，但路易十四用高明的外交技巧與荷兰伯国商人和联省议会的要員成功交涉，滿足於關稅降低的荷兰伯国就先在條約上簽字，迫使威廉接著同意其他各省以荷蘭共和國全體的名義簽約締和。感覺被荷蘭背叛的布蘭登堡選侯腓特烈·威廉，憤而在1681年投向路易十四，幫助法國在1680年代初稱霸歐洲。
戰後各國開始承認並敬畏路易十四「太陽王」的稱號，太陽王的法國，取代荷蘭成為歐洲最有權力的仲裁者。（瑞典國王卡爾十一世憤恨地說：「難以忍受法國人的保護」）然而这并没有停止路易十四继续扩张的野心，法国对西属尼德兰的不断蚕食最终导致了在1683年与西班牙的重盟战争。此後威廉三世成為「太陽王」的終生死敵，決定以畢生的心力去打擊法國的天主教霸權，法荷爭霸因此成為17世紀後期歐洲政局的主要課題（連帶促成1688年英國的光榮革命）。
法荷戰爭為之後四十年的國際形勢，締造了深遠的影響。雖然剛開始無法預見這樣的結局，但是法荷戰爭預兆了荷蘭、西班牙與瑞典三大強權於18世紀初期的中衰：荷蘭受限於英、法包夾的地緣政治格局，她卓越的海上霸權最終在1713年轉移給英國；瑞典傳統的軍事優勢，無法阻止勃蘭登堡的崛起，而西班牙在戰爭中的表現更是無能，瑞、西兩國漸漸失去他們國際上的重要性，最終在18世紀初遭受巨大的失敗，除了本土以外，大多數的領土都被列強瓜分。（參見西班牙王位繼承戰爭與大北方戰爭）

## 註解
1. ↑  66,510名帝國士兵，65,840名哈布斯堡君主國士兵[2]